# San Vincenzo La Costa
San Vincenzo La Costa est une commune de la province de Cosenza, dans la région de Calabre, en Italie.

## Administration
| Période                                  | Période | Identité | Étiquette | Qualité |
| ---------------------------------------- | ------- | -------- | --------- | ------- |
|                                          |         |          |           |         |
| Les données manquantes sont à compléter. |         |          |           |         |

### Hameaux
La commune compte deux hameaux :
- Gesuiti
- San Sisto dei Valdesi

### Communes limitrophes
Montalto Uffugo, Rende (Italie), San Fili

## Culture et patrimoine
À San Sisto dei Valdesi, deux bâtiments remarquables d'un point de vue architectural et historique :
- le Palazzo Vercillo, également connu sous le nom de « Palazzotto », un bâtiment noble datant du XVIe siècle[2]
- le Palazzo Miceli, apporté en dot lors de son mariage en 1836 avec Luigi Miceli par Enrica Caracciolo († 1886) de la famille des anciens comtes de Nicastro, nobles de Montalto[3]